# Aristolochia caulialata
Aristolochia caulialata C.Y.Wu ex C.Y.Cheng & J.S.Ma – gatunek rośliny z rodziny kokornakowatych (Aristolochiaceae Juss.). Występuje naturalnie w południowo-wschodniej części Chin, w prowincjach Fujian oraz Junnan.

## Morfologia
PokrójKrzew pnący i płożący.
LiścieMają okrągły kształt. Mają 18–30 cm długości oraz 16–26 cm szerokości. Nasada liścia ma ścięty kształt. Z ostrym wierzchołkiem. Ogonek liściowy jest nagi i ma długość 5–7 cm.
KwiatyPojedyncze. Mają żółtą barwę z purpurowymi plamkami. Owłosione i brązowe wewnątrz. Dorastają do 3–4 cm długości i 2–3 cm szerokości.

## Biologia i ekologia
Rośnie w gęstych lasach. Kwitnie w maju.